# Strongyló (Pátmos)
Strongyló (grec moderne : Στρογγυλό) est une île, ainsi qu'une localité, située dans le dème de Pátmos (el), dans le district régional de Kálymnos, dans la périphérie d'Égée-Méridionale, en Grèce.
Selon le recensement de 2021, l'île est inhabitée.